# Thomas Burton
Thomas Burton (m. 1661) fue un político inglés, miembro del parlamento por la circunscripción de Westmorland entre 1656 y 1659, en los años finales de El Protectorado de Oliver Cromwell y de su sucesor Richard Cromwell. Durante este periodo dejó escrito un diario de las sesiones del parlamento inglés que resultó clave para el estudio posterior de la historia de esta época.